# Trireme
Le trireme erano delle imbarcazioni da guerra greche composte da tre file di rematori per lato

## Etimologia

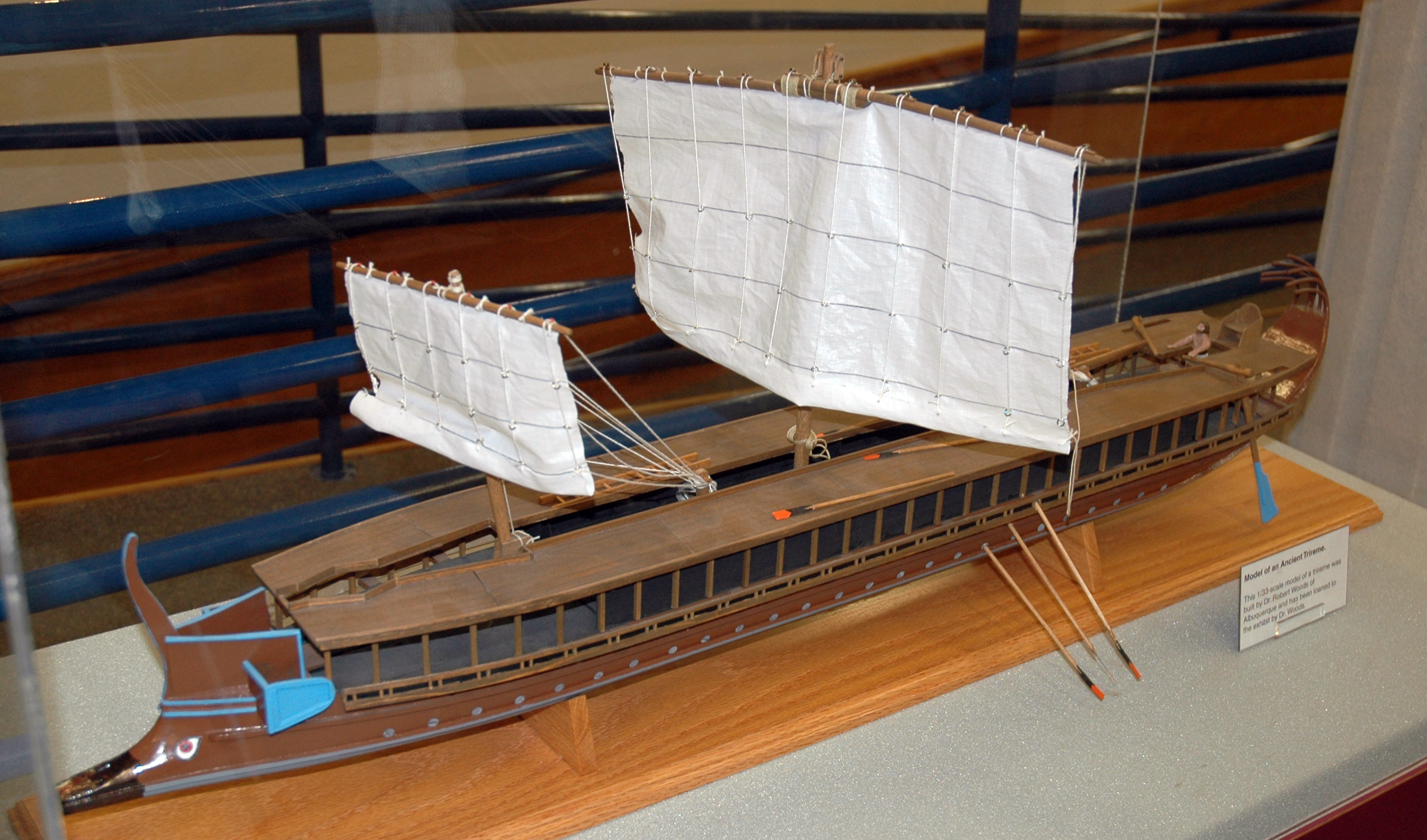
Modello di trireme greca

Il sostantivo italiano trireme deriva dall'aggettivo latino trirēmis, "a tre ordini di remi".
In greco antico l'imbarcazione era invece detta τριήρης, l'unico tema femminile uscente in -ες della III declinazione, formato dal prefisso τρι- (derivante da τρεῖς, τρία "tre") e dal radicale indoeuropeo *ar-, che indica l'idea di "ordinare" o "adattare". Τριήρης è un aggettivo sostantivato, perché originariamente era sempre accompagnato dal sostantivo ναῦς ("nave"), che in seguito fu omesso lasciando solamente l'aggettivo che assunse così anche il valore di sostantivo.

## Storia

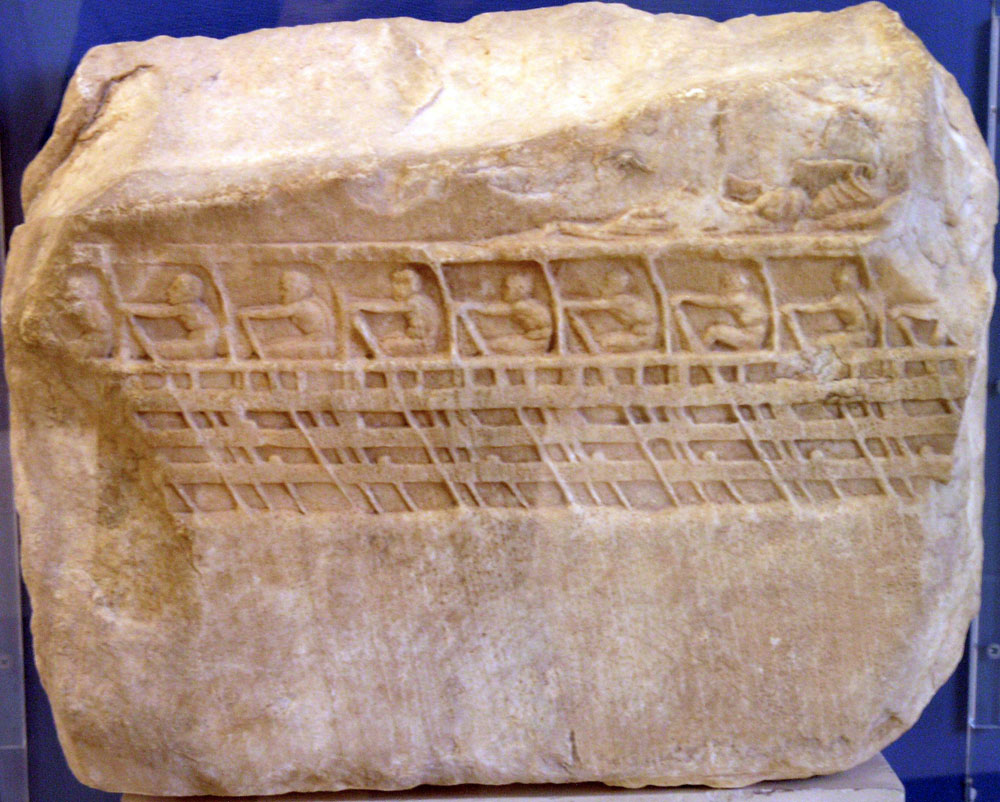
Bassorilievo rinvenuto nel 1852 da Charles Lenormant, antico documento iconografico sulle triremi. Museo dell'Acropoli, Atene, Grecia.

La trireme comparve dapprima nella Ionia tra il 550 e il 525 a.C., quale evoluzione della Pentecontera, per essere poi (o forse contemporaneamente) adottata dai Corinzi e, ben presto, anche dagli altri Greci. Anche se Tucidide segnala la prima trireme come opera costruita da Aminocle di Corinto nel 709 a.c. (Tucidide I, 13), questa affermazione non è dimostrata né confermata da altre fonti, anche se joni e corinzi furono i primi a usare le triremi, probabilmente prima del 550 quando questo tipo di unità incominciò a diffondersi massicciamente nell'Egeo e nelle colonie greche.
La prima potenza a generalizzare l'uso delle triremi, abolendo le altre unità da guerra (come le biremi) fu Samo sotto la tirannia di Policrate , che in circa sette anni (tra il 533 e il 525 a.C.) ne varò più di un centinaio. Essendo una nave relativamente piccola, facile da costruire, spesso anche con legni poco stagionati (anche perché non usata per la navigazione ordinaria, ma per brevi spedizioni di guerra) era relativamente facile potenziare rapidamente le flotte, pare che Atene inventò la propria flotta quasi dal nulla dopo aver scoperto le miniere di argento di Maronea (483 a.C.) tanto che alla battaglia di Salamina (480 a.C.) la sua flotta, in precedenza quasi priva di questo tipo di unità, arrivò a schierarne almeno 200.
Le triremi vennero utilizzate (con qualche differenza costruttiva) anche da Fenici (che anzi potrebbero averla sperimentata contemporaneamente o prima dei Greci, a livello archeologico è dimostrata l'invenzione fenicia della biremi, che i Greci si auto-attribuivano) e da Romani. Fecero anche parte della flotta persiana, sebbene tutte le triremi persiane, sia per costruzione sia per equipaggio, fossero di provenienza fenicia, caria e ionica. 
In effetti Clemente di Alessandria, un erudito greco-romano del II secolo, affermò che la triremi era un'invenzione fenica della città di Sidone. Erodoto menziona le prime trirermi (mercenarie, greche o fenice) come al servizio del faraone Necho II (610-595 a.C.) ma presumibilmente sono da intendere come sinonimi di nave da guerra. Più circostanziato e credibile è, sempre in Erodoto (III, 44) la seconda citazione di queste navi, nella battaglia di Pelusio (525 a.C.), quando il tiranno Policrate ne affittò 40 ai Persiani contro gli Egiziani. Ai tempi della battaglia di Lade (495 a.C.) le flotte sembrano composte per lo più da triremi, o in maggioranza da tale tipo di unità (quella dei Greci joni in rivolta ne annovera ben 353, di cui ben 100 della sola isola di Chios, anche se Atene inviò solo biremi e pentacotere), e riguardano tanto i Greci, quanto i Persiani e i loro alleati (che oltre ai Fenici comprendevano altri Greci, mentre 119 triremi della flotta greca defezionarono in favore dei Persiani all'inizio dello scontro).
L'importanza storica delle triremi è notevole. Esse divennero l'arma principale dell'antica marineria greca (e di tutte le principali potenze navali mediterranee, venendo replicata fino all'epoca ellenistica anche da Romani, Etruschi, Fenici e Punici). Le triremi, lucidamente volute e guidate da Temistocle, sconfiggendo la flotta persiana nella celeberrima Battaglia di Salamina, diventarono protagoniste di un momento di svolta per la storia e i destini politici del Mediterraneo.
L'utilizzo delle triremi si prolungò fino all'età di Costantino il grande, anche se dall'età ellenistica in poi il ruolo principale delle navi da guerra fu preso da quadriremi, quinqueremi e altre unità di maggiore dislocamento (e con la capacità di trasportare artiglieria, come balliste, scorpioni e catapulte, e fanteria), mentre nel tardo impero e nel Medioevo, prima si utilizzarono unità più piccole come la Liburna e poi si tornò a unità più grandi come il Dromone, per poi arrivare alla galea, quindi dall'età del bronzo al '600 le unità da guerra mediterranee furono essenzialmente unità a remi.

## Caratteristiche costruttive
Era un'imbarcazione leggera, a un solo albero, dotata di una vela rettangolare (e qualche volta triangolare), la quale veniva ammainata durante lo scontro.
Anche se l'albero era effettivamente solo uno, ogni trireme ne imbarcava due, quello ordinario, e l'akateion (albero piccolo/albero di servizio), l'albero "maestro" o "ordinario" era utilizzato nella navigazione, ma in caso di imminenza di uno scontro veniva lasciato a terra, mentre l'akateion era sempre tenuto a bordo, e montato solo dopo la battaglia (che avveniva, in genere, a scafo disalberato) per manovrare con i rematori stremati e per favorire un'eventuale fuga. Interpretazioni rivelatesi errate delle fonti, nel XIX e nel primo XX secolo hanno fatto ritenere che akateion e albero principale fossero montati in due punti diversi dello scafo e che fosse possibile montarli in contemporanea, con delle triremi "a due alberi", cosa che invece non è mai avvenuta.
Dimensioni:
- dai 36-41 metri di lunghezza;
- 3-4 metri di larghezza dello scafo;
- 5-6 metri allo scalmiere (con un ingombro laterale che raddoppiava con i remi protesi fuoribordo);
- poco più di 1 metro di pescaggio.[2]
- l'opera morta dalla linea di galleggiamento saliva fino a 2,1-2,2 m
- ogni vogatore era a due cubiti (82 cm) dal precedente, su ognuno dei tre livelli di voga, leggermente scalati.

Sulla prua, nella parte inferiore, si trovava il rostro, uno sperone in legno, rivestito di bronzo, con lame taglienti, che serviva a sfondare e successivamente ad affondare le navi nemiche. Il rostro si allungava, a pelo dell'acqua, per circa 2 metri.
A poppa era presente un doppio timone.
Nei modelli più evoluti erano presenti le murate con lo scopo di proteggere tutti i rematori dai colpi del nemico: le triremi fenicie, ad esempio, avevano ponti più larghi, adatti a ospitare più fanti, e murate per impedirne la caduta in mare.
La trireme arcaica dislocava circa 70 tonnellate, fino ad arrivare alle circa 90 dopo la guerra del Peloponneso. Il rostro in particolare conobbe una continua evoluzione verso la fine dell'epoca classica, rinforzandosi e aumentando in massa e complessità, anche perché le battaglie navali classiche si differenziavano molto da quelle arcaiche proprio per lo scarso ruolo assegnato alla fanteria di marina e agli arcieri, e la grande importanza nelle tattiche di speronamento e nelle manovre navali vere e proprie.
Facile e veloce da costruire era anche frequentemente soggetta ad avarie e danni, quindi difficilmente un'unità era ancora operativa dopo 10 anni dal varo, anche per le caratteristiche del legno e del calafataggio, che le rendevano, se vecchie, facili a imbarcare acqua.

## Equipaggio e armamento

### Equipaggio della trireme nel periodo classico

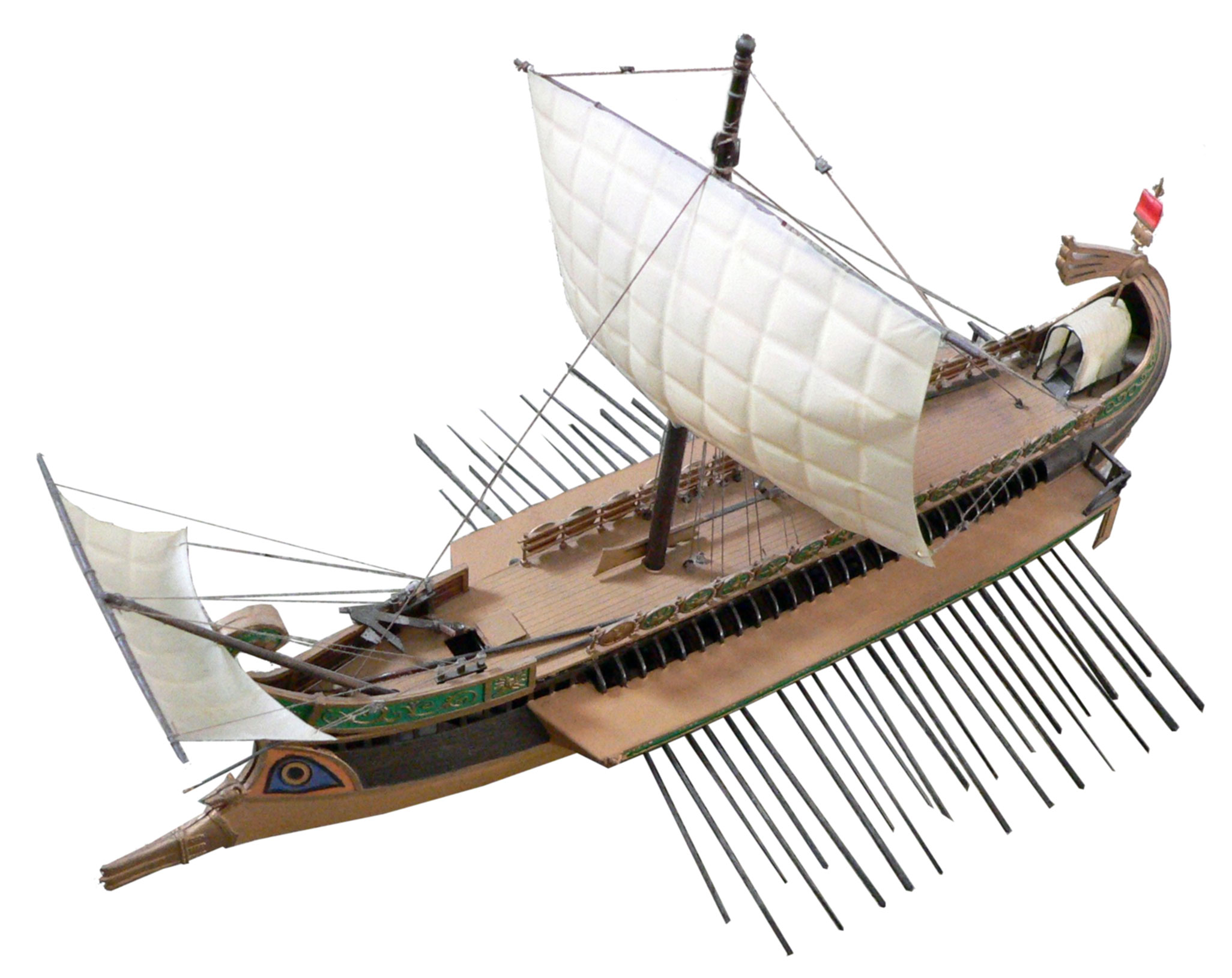
Modello di una trireme romana

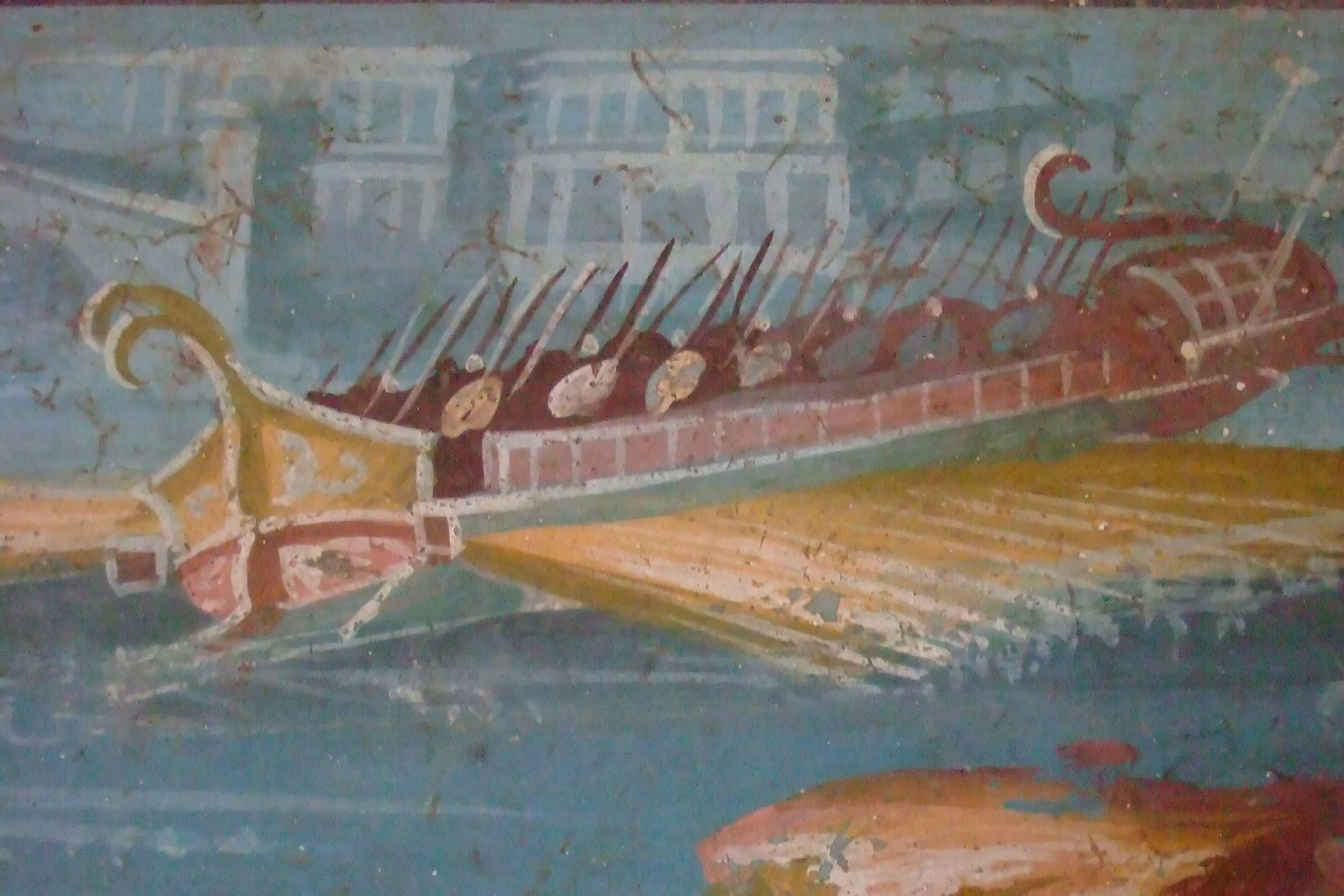
Trireme romana in un affresco di Pompei, MANN

Una trireme greca nel periodo classico aveva un equipaggio di 200 uomini, compresi 5 ufficiali. In genere era formato da:
- trierarca (τριήραρχος) comandante della trireme, responsabile anche amministrativamente della nave
- ciberneta (κυβερνήτης - nocchiere) ufficiale esecutivo, responsabile per la sicurezza del viaggio
- keleuste (κελευστής) responsabile dell'addestramento e del morale dell'equipaggio
- pentecontarchos (πεντηκόνταρχος - comandante di cinquantina) ufficiale amministrativo
- prorate (πρῳράτης - ufficiale di prua) responsabile per la tenuta di una continua sorveglianza
- aulete (αὐλητής - flautista) detto trierauleta, che dava il ritmo di vogata ai rematori
- 170 rematori su tre file sfalsate di livello:
  - 62 trainiti (θρᾱνῖται) nella fila di banchi superiore
  - 54 zygiti (ζυγῖται) nella fila intermedia di banchi
  - 54 talamiti (θαλαμῖται) nella fila di banchi più bassa
- 10-13 marinai per la manovra delle vele
- 14 fanti di marina (epibati)
  - 10 opliti[3]il numero di opliti (e arcieri) variava nel tempo e nelle varie marine.[4]
  - 4 arcieri

La disposizione esatta dei 170 vogatori, è da sempre questione controversa. Rimane infatti difficile immaginare la possibilità di stipare in spazi così angusti un equipaggio così numeroso evitando al contempo che i remi entrassero in contatto e che l'innalzamento del baricentro, dovuto ai tre ordini di rematori, non compromettesse la stabilità della nave.
Gli arcieri, talvolta mercenari sciti (ad Atene) o cretesi, avevano in dotazione arco e frecce, mentre i fanti di marina, protetti da grandi scudi rotondi, elmi e corazze di bronzo, erano provvisti di lance e giavellotti.
I rematori, in genere, non erano schiavi, ma cittadini poveri altamente addestrati, che durante la battaglia oltre a vogare seduti su un cuscino, completamente nudi, lanciavano all'occorrenza, giavellotti o usavano la fionda durante gli abbordaggi. Spesso le potenze navali erano o diventavano democrazie, i Greci pensavano che questo dipendesse dall'importanza militare dei vogatori, visto che la Polis era innanzi tutto un organismo politico-militare, e chi vi ricopriva un importante ruolo militare riusciva, di solito, ad averne anche uno politico.
All'occorrenza la nave adibita al trasporto di cavalli, fino a una trentina, veniva utilizzata solo con la terza fila di rematori.

## Le caratteristiche di navigazione
La caratteristica principale della trireme era il connubio tra manovrabilità elevata e velocità, permesso dall'abbinamento dell'imponente numero di rematori con masse e dimensioni ridotte.

Per esaltarne le doti in vista delle battaglie, la nave veniva disalberata cosicché la spinta propulsiva rimaneva affidata unicamente ai rematori.
Leggera e con pochissimo pescaggio, così da poter essere tirata in secca ogni sera, lunga e sottile, la trireme sacrificava la stabilità e la robustezza, alla velocità e alla manovrabilità estrema. La triremi veniva messa a terra da poppa, con la prua sulla linea di marea, per questo (come si vede in diverse pitture vascolari), le strutture di poppa erano particolarmente robuste e allungate. 
Fragilità e instabilità ponevano alle triremi dei limiti nella navigazione, sconsigliandone alcuni utilizzi: le flotte evitavano il mare aperto e la navigazione notturna, preferendo il cabotaggio diurno. L'angustia degli spazi non consentiva peraltro lo stivaggio di grandi provviste, rendendo necessari frequenti scali. Non era un tipo di unità con buone caratteristiche marine o capace di affrontare le tempeste (infatti un piccolo numero di biremi rimasero in servizio per l'esplorazione lontana), in caso di burrasca intere flotte potevano affondare, e in caso si prevedesse una tempesta difficilmente si usciva dal riparo delle baie.
La notevole consistenza dell'equipaggio richiedeva l'adozione di notevoli cautele tese a evitare che movimenti bruschi compromettessero la stabilità della fragile nave.
Era poi cruciale garantire la sincronia della voga: al capovoga, in piedi in posizione centrale, spettava la scansione del ritmo, coadiuvato da due ufficiali a prua e a poppa, e da un suonatore di aulos.

La remata veniva accompagnata dal grido di voga, adattato al ritmo di remata. Per le navi ateniesi sono attestate le forme caratteristiche di o opop, o opop e ryppapai.
La remata si componeva di una fase propulsiva caratterizzata da un tempo di strappo netto e rapido, seguita da un tempo di recupero più lento. La triremi usava il vento assieme o in sostituzione della forza dei vogatori. Si noti che il vento doveva essere al lasco o al gran lasco, o comunque posteriore, perché le triremi erano pessime boliniere, anche in virtù del loro scarsissimo pescaggio, anzi, visto lo scarroccio che un tipo di unità così lungo e poco stabile subisce nel caso di navigazione di bolina, la maggior parte delle triremi in caso di vento non favorevole o entrava in porto o usava i soli remi.
Riguardo alle prestazioni velocistiche della nave rimane insuperata la performance riferita da Tucidide nel 427 a.C.: cambiata idea sull'opportunità di un massacro già deliberato per i maschi della polis di Mitilene nell'isola di Lesbo, l'assemblea cittadina inviò una trireme (la nave sacra Paralo che fungeva anche da messaggera) all'inseguimento della spedizione punitiva già inviata. Con un incredibile tour de force, la nave inseguitrice percorse senza sosta i 340 km che separavano l'Attica dall'isola, in sole 24 ore circa, a una media di 7,6 nodi. 
Senofonte nell'Anabasi (VI, 4,2) parla di un viaggio tra Eraclea di Bitinia e Bisanzio in un giorno, se la triremi aiutava i rematori con la vela e aveva il vento in poppa, si tratta di circa 160 miglia, con una giornata di navigazione probabilmente di 16 ore, quindi grossomodo 10 nodi di media. 
Queste sono comunque prestazioni notevoli e rare, A. Cartalut, nel suo pionieristico (e da allora contestato, rivisitato, accettato e riabilitato) saggio: La Triére athènienne: etude de archéologie naval (Parigi, 1881), stima che a 18 vogate al minuto, vento scarso, e tutti i vogatori in postazione viaggiasse a 5,2 nodi, mettendo in azione due ordini di vogatori (come nei viaggi a media distanza) fosse capace di 4,5 nodi, che scendevano a 3,6 se vogava un solo ordine (come succedeva, raramente, se si viaggiva di notte). Viceversa con la sola vela ordinaria il viaggio era da 5,2 nodi con vento di poppa leggero (forza 3 Beaufort, ovvero tra i 7 e i 10 nodi), e che potesse raggiungere e superare i 7 nodi con venti più intensi. Per superare gli 8 nodi era necessario l'uso congiunto di remi e vela, e condizioni favorevoli. In compenso la maneggevolezza in acque tranquille di questo tipo di unità era stupefacente, anche perché, pescando poco, era possibile manovrare fin sulla spiaggia, mentre i vogatori potevano esercitare una forza maggiore del consueto se ben riposati, tanto che spesso la flotta attaccata, se riusciva a mettere in mare le navi, era in vantaggio perché non aveva vogatori stanchi.
Queste caratteristiche evidenziate da gli studiosi ottocenteschi delle triremi sono state in parte confermate e in parte smentite dall'archeologia sperimentale, la triremi Olympias, costruita da un team greco-britannico negli anni '80 non può essere considerata la perfetta copia di una normale triremi greca (è infatti costruita in legni pregiati e ha alcune parti in materiali tecnologicamente moderni, come l'acciaio nella hypozomata, al posto della canapa), ma è un suo discreto omologo. Nel 1987, con un equipaggio di 170 vogatori volontari (di entrambi i sessi), l'Olympias raggiunse (alla voga) una velocità di 9 nodi (17 km/h) e fu in grado di effettuare virate di 180° in un minuto in un arco pari a 2,5 volte la lunghezza della nave (36,9 metri, per 70 tonnellate), queste prestazioni velocistiche furono ottenute però in condizioni ideali. Viaggi più lunghi con vogatori "stanchi" fanno ipotizzare velocità continuative nell'ordine dei 5-6 nodi. Viceversa sembrano smentite le ipotesi, sempre nate nel XIX secolo in contrapposizione a Cartalut, di velocità massime di speronamento sui 16 nodi e di velocità di spostamento prossime ai 12. Il confronto tra la bireme Ivlia (costruita sperimentalmente a fine anni '80 in URSS, sul modello della biremi piccola, con solo 50 vogatori per 26 tonnellate di dislocamento) e la triremi Olympias ha evidenziato come quest'ultima fosse molto più veloce (l'Ivlia superava a stento i 5 nodi alla voga) e manegevole, ma reggesse molto peggio il mare e fosse meno in grado di navigare lontano dalle coste o con moto ondoso intenso.
Chiaramente tutte queste abilità di manovra vennero sfruttate in guerra e col tempo si evolsero in vere e proprie tattiche. Esse erano principalmente volte a permettere lo speronamento degli avversari o a evitarlo e tra queste ricordiamo:
- il diekplous;
- il periplos;
- il cyclos.

Una volta che le navi erano giunte a contatto o si incagliavano una all'altra, si procedeva al classico affiancamento, facilitando l'azione offensiva degli arcieri e permettendo l'abbordaggio da parte dei fanti di marina. 
Le navi che prediligessero tale tecnica, potevano incrementare l'equipaggio armato fino a 40 uomini.

## Testimonianze archeologiche
Pochi sono gli esempi rimasti e peraltro in pessime condizioni. Ma una scoperta eccezionale, avvenuta nel 1988, ha permesso di studiare e capire il mondo della navigazione greca: la nave greco arcaica di Gela che per le dimensioni, la tecnica costruttiva, il carico e il sorprendente stato di conservazione costituisce il migliore esempio di nave greca e uno dei più importanti ritrovamenti subacquei di tutti i tempi. Si tratta di una trireme di oltre 20 metri di lunghezza e quasi 7 di larghezza. Sempre nel mare di Gela si è scoperta recentemente un'altra trireme greca.

## Galleria d'immagini

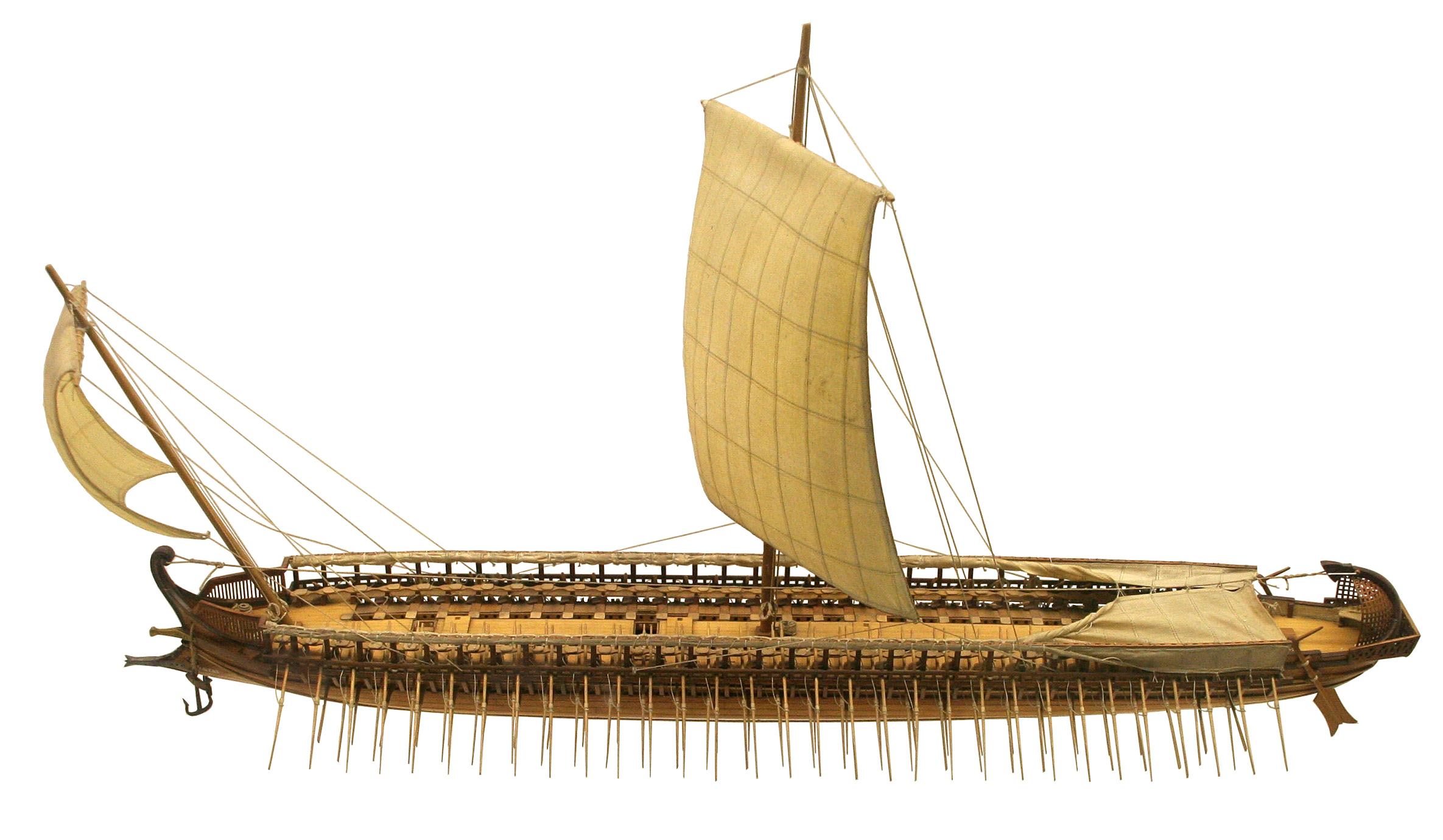
Un modello di trireme
Sezione[8]
Schema di assemblaggio con mortase e tenoni[8]
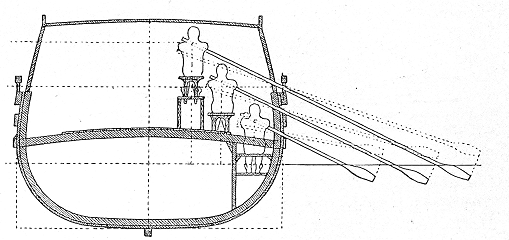
Sezione di una trireme